# Ophiocoma paucigranulata
Ophiocoma paucigranulata är en ormstjärneart som beskrevs av Devaney 1974. Ophiocoma paucigranulata ingår i släktet Ophiocoma och familjen Ophiocomidae. Inga underarter finns listade i Catalogue of Life.